# 情婦
情婦是指和已婚男性發生婚外情的女性，俗稱小三，有包养的关系称二奶、外室，南方地區如江西、福建等地，俗稱情婦為伙計。

## 古代的情婦

### 中國
古代中國並沒有「情婦」這個名稱。男性若與女性非婚同居或維持穩定的性關係，稱為姘居，女方稱為姘婦或姘頭。晚清的上海则用台基一词，形容这种男女关系:53。
除与已婚女性通奸、姘居的情况外，在一夫一妻多妾制下，男性与正式妻妾之外的单身女性保持同居关系更为常见。貴族、士大夫和富有人家在家中豢養，与男主人有性关系但不属正式妾室的女性通常被稱為姬妾、婢妾、寵婢、姬等。官吏、商人等旅居外地而納、与正式妻妾不同居的女子，则稱外婦、外室:31。
婢妾、外室的实际地位、所生子女或因家庭、时代不同，而与正式妻妾有很大差異。有些婢妾和婢生子甚至不被視為家庭成員，而被視為奴婢或僕人。男子纳外室起于魏晋，隋唐盛行，宋以后，成为公开现象:31。明清时，若以取妻名义所纳外室，是谓平妻，俗称两头大。
宋以后，明清以来的中国社会推崇女性守贞，除婢妾、外室外，已婚女性与他人通奸、拥有情夫是不道德的。上海开埠后的1850、1860年代出现台基现象。1880年代，台基已成为公开现象，亦是上海特有的。现代研究者指，当时上海作为移民城市所受礼教束缚少，没有传统农业社会“聚族而居的家族监督机制，舆论约束也相对减少。传统家庭伦理观念，贞操观念随之也就相应地淡薄多了。”1882年2月25日《申报》相关报道，指地方官员处理男女姘居纠纷、女性弃夫诉讼案件时，“每每准其分拆，或令赔偿前日所用之费，或令量予川资，劝令远离，从无有深究其罪者”:53、54。

### 歐洲

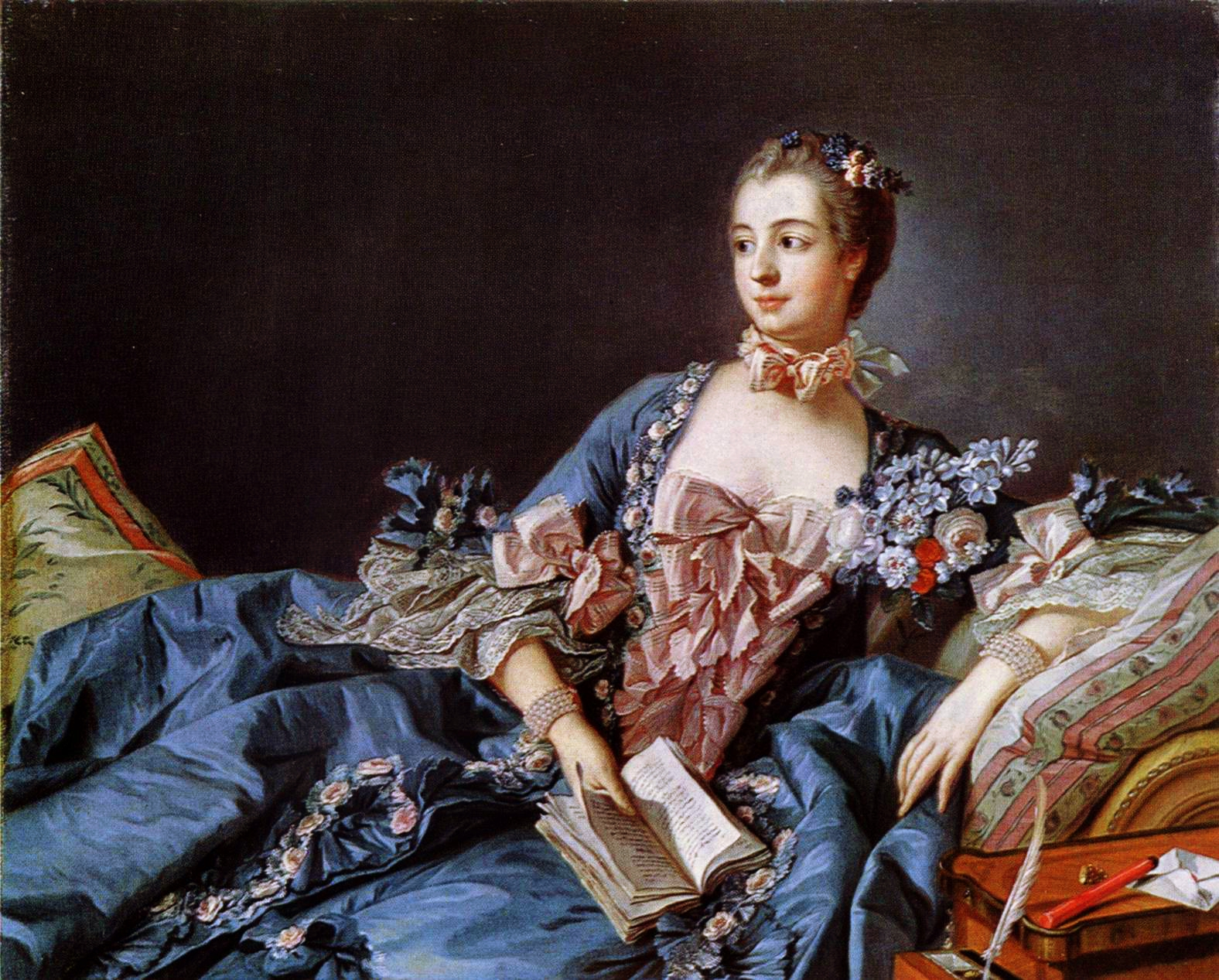
龐巴度夫人，法國國王路易十五的著名情婦，1750年，弗朗索瓦·布歇繪

杜巴利伯爵夫人，法國國王路易十五的另一位情婦。Elisabeth Vigée-Lebrun繪，1782。

古代歐洲貴族和皇室的婚姻大多數為政治婚姻，而且由于基督教提倡一夫一妻制，男子不可能像同时期东亚等地的男子那样纳妾。此外，基督教的最大教派天主教更反对离婚，因此一些貴族以供養情妇的方式因應這個情況。

## 現代的情婦

### 華人地區
被包养的情妇称二奶、外室。二奶據信可能是「二奶奶」的簡稱，為粵語裡對「二姨太」（正室妻子以外首位側室）的俗稱。亦有将情妇、事实上的第二房妻子称为“老婆”的情况。
1980年代中国大陆进行改革开放，大量香港商人還有台商进入内地。一些人以住房、金钱等为交换条件，在大陆包养女孩一起生活，形同夫妻。由于这些人成为事实上的第二房妻子，当时的一些香港报章把这些被包养的女人称为二奶。最初这种现象多出现在离香港较近的中国广东、福建等沿海地区；到2000年代，大陆内地富商与政客包养二奶的现象逐渐增多，成为了备受关注的社会现象；在互联网上，二奶更是成为频频被提及的名词。
由于特殊的处境，二奶在生活中多被人歧视。对于高收入女性，也有少数男性渴望或者已被女性「包养」的情況，他们通常被称为小白臉，已婚女性包養男性的行為稱為「包二爺」或「包二公」。